# Eric Guerrero

Zawodnik Oklahoma State Cowboys

Eric Guerrero (ur. 15 maja 1977) – amerykański zapaśnik w stylu wolnym. Olimpijczyk z Aten 2004, gdzie zajął szesnaste miejsce w wadze do 60 kg. Medalista igrzysk panamerykańskich z 1999 i 2003 roku i mistrzostw panamerykańskich z 2000 roku. Pierwsze miejsce w Pucharze Świata w 2003; drugie w 2000 i 2002 roku. Po zakończeniu kariery trener zapasów.
Zawodnik Independence High School z San Jose i Oklahoma State University. Cztery razy All-American (1996–1999) w NCAA Division I, pierwszy w 1997, 1998 i 1999; piąty w 1996 roku.